# D 250 (Türkei)
Die Straße D 250 (Devlet yolu 250) ist eine 54 km lange Straße in der Türkei, die nördlich von İzmir Menemen mit Turgutlu verbindet.

## Verlauf
Die Straße zweigt in Menemen in nordöstlicher Richtung von der D 550 und der Autobahn Otoyol 33 (Europastraße 87) nach Osten ab und führt nach Manisa, wo sie die D 565 kreuzt. Sie verläuft weiter nach Südosten, bis sie bei Turgutlu auf die West-Ost-Achse der D 300 (Europastraße 96) trifft und an dieser endet.